# 逸仙桥
逸仙桥位于江苏省南京市的中山东路上，始建于1929年，经多次改建，现为五跨钢筋混凝土T型梁桥。桥长58.3米，总宽35米，车行道宽31米。

## 历史
1929年，为迎接孙中山的灵柩，南京市从下关码头至中山陵修建了迎柩大道，即“中山大道”。逸仙桥即以孙中山的号命名，以示纪念。